# Махонюк Анатолій Петрович
Анатолій Петрович Махонюк (10 вересня 1962, с.Чевель — 4 травня 2016, с.Овадне) — український поет, лауреат обласної літературно-мистецької премії «Надія» (1994).

## Життєпис
Анатолій Петрович Махонюк народився 10 вересня 1962 року у селі Чевель Старовижівського району Волинської області. 
У дитячому віці разом із батьками та двома сестрами переїхав до с. Овадного Володимир-Волинського району. 
Інвалід з дитинства 1 групи. Через хворобу після 5 класу Оваднівської середньої школи (1971–1977) навчався у спеціальних школах-інтернатах у м. Знам’янка Кіровоградській області та м. Борислав Львівської області (1977–1979). Повернувшись до Овадного, заочно здобув середню освіту у місцевій школі.
Почав писати вірші у 1976 році. Друкувався у районній, обласній пресі та альманасі Волинської організації НСПУ «Світязь». Автор 11 книжок (2 з них складають вірші для дітей), усі видані луцькими видавництвами («Терен», «Надстир'я»). Книжка «Зірка пливе до світанку» видана посмертно.
Стипендіат премії ім. Галшки Гулевичівни Волинського фонду культури (1993).
Член НСПУ (з 24.12.2003 р.).
Помер 4 травня 2016 року.

## Поетичні збірки
- Благословення (1992),

- Дощу мелодія блакитна (1998),

- Осінній сонях (2002),

- Колекціонер календарних листків (2005),

- Допоки бачу тінь свою (2007),

- Гороскоп для Мурка (2007);

- Казка про Джмелика-мандрівника (2011),

- П’ять кольорів тіні (2012),

- Книжка не про мишку (2015),

- Зірка пливе до світанку (2017).

## Антології
- «Ломикамінь: антологія українського верлібру» (Львів: ЛА «Піраміда», 2018).